# Mesjid Gigieng
Mesjid Gigieng is een bestuurslaag in het regentschap Pidie van de provincie Atjeh, Indonesië. Mesjid Gigieng telt 401 inwoners (volkstelling 2010).